# Garnczarek
Garnczarek – wzgórze (275,3 m n.p.m.) w południowo-zachodniej Polsce, we Wzgórzach Strzelińskich, na Przedgórzu Sudeckim.

## Szlaki turystyczne
Ząbkowice Śląskie - Bobolice - Cierniowa Kopa - Zameczny Potok - Muszkowicki Las Bukowy - Muszkowice - Henryków - Raczyce - Witostowice - Nowolesie - Nowoleska Kopa - Kalinka - Nowina - Dzierzkowa - Siemisławice - Przeworno – Krzywina – Garnczarek – Skrzyżowanie pod Dębem – Biały Kościół